# Resolutie 861 Veiligheidsraad Verenigde Naties
Resolutie 861 van de Veiligheidsraad van de Verenigde Naties werd unaniem aangenomen op 27 augustus 1993. Met deze resolutie werd het handelsembargo tegen Haïti opgeschort.

## Achtergrond
Na decennia onder dictatoriaal bewind won Jean-Bertrand Aristide in december 1990 de verkiezingen in Haïti. In september 1991 werd hij met een staatsgreep verdreven. Nieuwe verkiezingen werden door de internationale gemeenschap afgeblokt waarna het land in de chaos verzonk. 
Na Amerikaanse bemiddeling zou Aristide in 1994 in functie worden hersteld.

## Inhoud
De Veiligheidsraad:
- herinnert aan resolutie 841;
- looft de inspanningen van de Speciale Gezant voor Haïti;
- overwoog de relevante delen van het rapport van secretaris-generaal Boutros Boutros-Ghali;
- neemt goedkeurend nota van het akkoord tussen de president van Haïti en de bevelhebber van het Haïtiaanse leger, waaronder hun akkoord dat de sancties zouden moeten worden opgeheven zodra de Eerste Minister in functie treedt;
- overwoog het rapport van de secretaris-generaal over het Pact van New York;
- ontving het rapport van de secretaris-generaal dat aangaf dat een Eerste Minister is aangeduid en in functie getreden;
- handelend onder Hoofdstuk VII van het Handvest van de Verenigde Naties;

1. beslist dat de maatregelen in resolutie 841 onmiddellijk geschorst worden;
2. is klaar om die schorsing weer op te heffen als de partijen hun akkoord niet nakomen;
3. is klaar om de maatregelen definitief op te heffen als het akkoord volledig is uitgevoerd;
4. besluit om op de hoogte te blijven.

## Verwante resoluties
- Resolutie 841 Veiligheidsraad Verenigde Naties
- Resolutie 862 Veiligheidsraad Verenigde Naties
- Resolutie 867 Veiligheidsraad Verenigde Naties

Lijst ·  800 ·  801 ·  802 ·  803 ·  804 ·  805 ·  806 ·  807 ·  808 ·  809 ·  810 ·  811 ·  812 ·  813 ·  814 ·  815 ·  816 ·  817 ·  818 ·  819 ·  820 ·  821 ·  822 ·  823 ·  824 ·  825 ·  826 ·  827 ·  828 ·  829 ·  830 ·  831 ·  832 ·  833 ·  834 ·  835 ·  836 ·  837 ·  838 ·  839 ·  840 ·  841 ·  842 ·  843 ·  844 ·  845 ·  846 ·  847 ·  848 ·  849 ·  850 ·  851 ·  852 ·  853 ·  854 ·  855 ·  856 ·  857 ·  858 ·  859 ·  860 ·  861 ·  862 ·  863 ·  864 ·  865 ·  866 ·  867 ·  868 ·  869 ·  870 ·  871 ·  872 ·  873 ·  874 ·  875 ·  876 ·  877 ·  878 ·  879 ·  880 ·  881 ·  882 ·  883 ·  884 ·  885 ·  886 ·  887 ·  888 ·  889 ·  890 ·  891 ·  892